# بانتسندورف
بانتسندورف (به آلمانی: Banzendorf) یک منطقهٔ مسکونی در آلمان است که در لیندو (مارک) واقع شده‌است. بانتسندورف ۱۷۳ نفر جمعیت دارد.